# East Dunseith
East Dunseith – jednostka osadnicza w Stanach Zjednoczonych, w stanie Dakota Północna, w hrabstwie Rolette.